# Jerry Adler
Jerry Adler (New York, 4 febbraio 1929) è un attore e regista teatrale statunitense.

## Biografia
Nato a Brooklyn in una famiglia ebrea, è figlio di Pauline e Philip Adler. Famoso soprattutto per aver interpretato il ruolo di Herman "Hesh" Rabkin dal 1999 al 2007 nella pluripremiata serie televisiva HBO I Soprano, Adler ha esordito nel mondo dello spettacolo nel 1951 come manager teatrale, divenendo poi supervisore di produzione in importanti produzioni.
Dopo aver debuttato nel 1974 nella regia teatrale, nel 1976 dirige un remake di My Fair Lady per cui ottiene una candidatura al Drama Desk Award.
Prima di cimentarsi in tv, prima con Law & Order - I due volti della giustizia e CSI: Scena del crimine e poi con I Soprano, Adler è apparso in diversi film: il suo ruolo più conosciuto è probabilmente quello dell'uxoricida Paul House in Misterioso omicidio a Manhattan (1993) di Woody Allen.

## Filmografia parziale

### Cinema
- Occhio indiscreto (The Public Eye), regia di Howard Franklin (1992)
- Misterioso omicidio a Manhattan (Manhattan Murder Mystery), regia di Woody Allen (1993)
- Matrimonio per colpa (Getting Away with Murder), regia di Harvey Miller (1996)
- Per amore di Vera (Larger Than Life), regia di Howard Franklin (1996)
- In Her Shoes - Se fossi lei (In Her Shoes), regia di Curtis Hanson (2005)
- Prime, regia di Ben Younger (2005)
- Prova a incastrarmi - Find Me Guilty (Find Me Guilty), regia di Sidney Lumet (2006)
- Synecdoche, New York, regia di Charlie Kaufman (2008)
- 1981: Indagine a New York (A Most Violent Year), regia di J. C. Chandor (2014)
- 90 minuti a New York (The Angriest Man in Brooklyn), regia di Phil Alden Robinson (2014)
- Driveways, regia di Andrew Ahn (2019)

### Televisione
- Il virginiano (The Virginian) – serie TV, episodio 2x17 (1964)
- Innamorati pazzi (Mad About You) – serie TV, 10 episodi (1992-1999)
- Un medico tra gli orsi (Northern Exposure) – serie TV, episodi 5x18-6x03-6x23 (1994-1995)
- I Soprano (The Sopranos) – serie TV, 28 episodi (1999-2007)
- Aftershock - Terremoto a New York (Aftershock: Earthquake in New York), regia di Mikael Salomon - film TV (1999)
- West Wing - Tutti gli uomini del Presidente (The West Wing) - serie TV, episodio 4x11 (2003)
- Rescue Me – serie TV, 34 episodi (2007-2011)
- The Good Wife – serie TV, 30 episodi (2009-2016)
- Ricordami ancora (Remember Sunday), regia di Jeff Bleckner – film TV (2013)
- The Good Fight – serie TV, 2 episodi (2017-2018)
- Living with Yourself – serie TV, 1 episodio (2019)

## Doppiatori italiani
Nelle versioni in italiano delle opere in cui ha recitato, Jerry Adler è stato doppiato da:
- Antonio Paiola in Mozart in the Jungle (ep. 1x02), Transparent, Transparent Musicale Finale
- Renato Mori in Occhio indiscreto, Matrimonio per colpa, Prime
- Toni Orlandi in CSI: Miami, Synecdoche, New York
- Carlo Reali in The Good Wife, The Good Fight
- Sergio Matteucci in Innamorati pazzi
- Vittorio Congia in Misterioso omicidio a Manhattan
- Vittorio Di Prima ne I Soprano
- Emilio Cappuccio in West Wing - Tutti gli uomini del Presidente
- Sergio Fiorentini in In Her Shoes - Se fossi lei
- Bruno Alessandro in Rescue Me
- Dario Penne in Per amore di Vera
- Dario De Grassi in Detroit 1-8-7
- Manlio De Angelis in 1981: Indagine a New York
- Pietro Ubaldi in Mozart in the Jungle (ep. 1x03)
- Pietro Biondi in 90 minuti a New York
- Luca Biagini in Living With Yourself